# Associazione Calcio Marzotto 1948-1949
Questa voce raccoglie le informazioni riguardanti l'Associazione Calcio Marzotto nelle competizioni ufficiali della stagione 1948-1949.

## Rosa
| N. |                   | Ruolo | Calciatore         |
| -- | ----------------- | ----- | ------------------ |
|    | Italia (bandiera) | D     | Giuliano Albarello |
|    | Italia (bandiera) | C     | Primo Andrighetto  |
|    | Italia (bandiera) | C     | Domizio Bernardi   |
|    | Italia (bandiera) | D     | Giorgio Bordignon  |
|    | Italia (bandiera) | D     | R. Cocco           |
|    | Italia (bandiera) | A     | L. Corponi         |
|    | Italia (bandiera) | A     | U. Cremonesi       |
|    | Italia (bandiera) | P     | Dante Fiandri      |

| N. |                   | Ruolo | Calciatore       |
| -- | ----------------- | ----- | ---------------- |
|    | Italia (bandiera) | C     | S. Fioraso       |
|    | Italia (bandiera) | A     | Danilo Marchioro |
|    | Italia (bandiera) | A     | Lino Morbioli    |
|    | Italia (bandiera) | A     | Angelo Oliviero  |
|    | Italia (bandiera) | A     | Ettore Resi      |
|    | Italia (bandiera) | A     | Aldo Simoncello  |
|    | Italia (bandiera) | A     | D. Stellini      |
|    | Italia (bandiera) | A     | S. Urbani        |